# 东山镇 (弥勒市)
东山镇，是中华人民共和国云南省红河哈尼族彝族自治州弥勒市下辖的一个乡镇级行政单位。

## 行政区划
东山镇下辖以下地区：
新寨村、旧城村、龙细村、舍木村、安产村、铺龙村、大栗村和洛那村。